# Brodiaea elegans
Brodiaea elegans ist eine Pflanzenart aus der Gattung Brodiaea in der Familie der Spargelgewächse (Asparagaceae). Die beiden Unterarten kommen nur in den westlichen US-Bundesstaaten Kalifornien und Oregon vor.

## Beschreibung

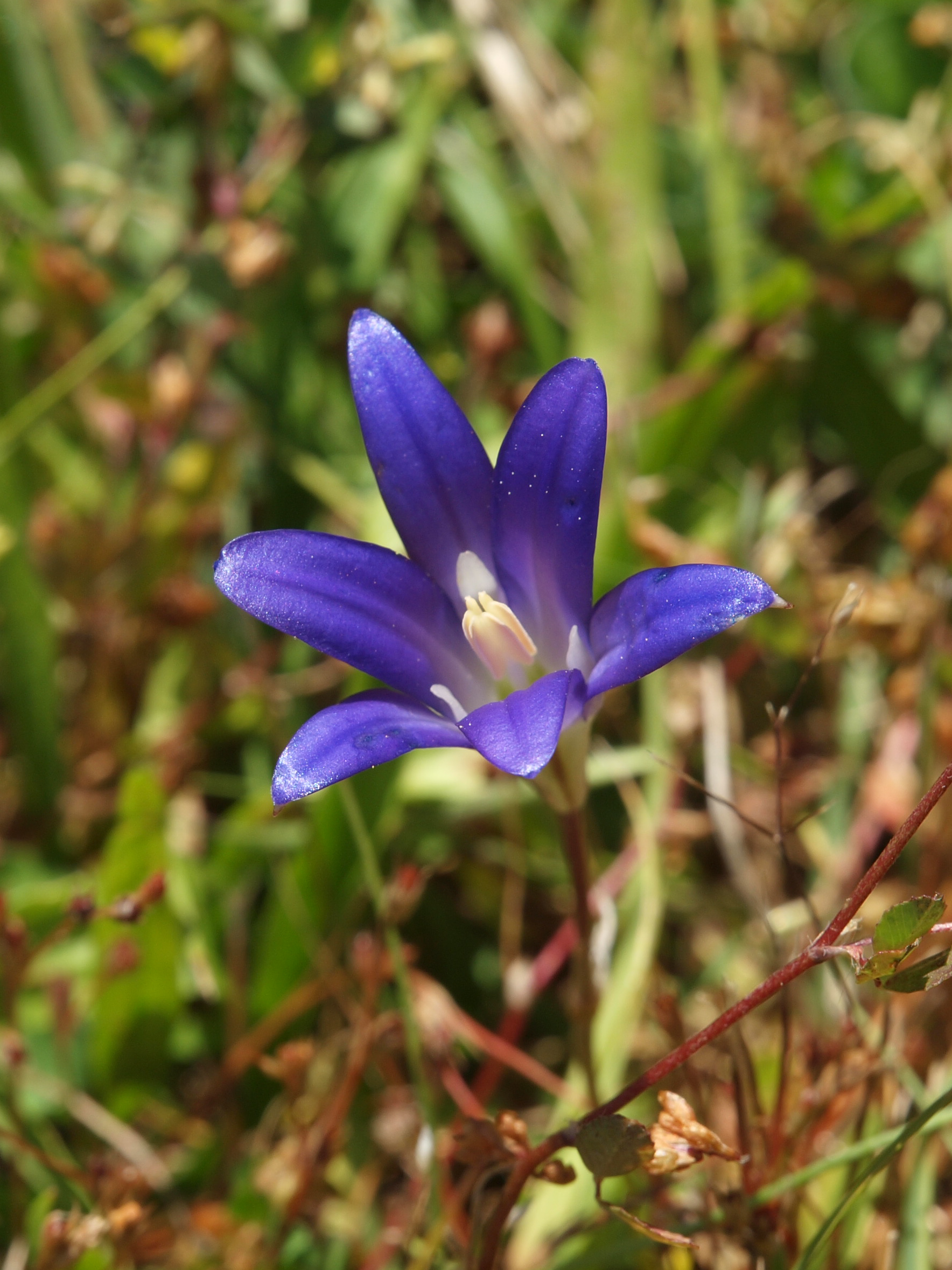
Blüte im Detail

### Vegetative Merkmale
Brodiaea elegans wächst als ausdauernde krautige Pflanze. Als Überdauerungsorgane werden Pflanzenknollen gebildet. Je Knolle werden während der Vegetationszeit ein bis sechs schmale Laubblätter produziert.

### Generative Merkmale
Der kräftige Blütenstandsschaft ist 10 bis 50 Zentimeter lang. Endständig auf dem Blütenstandsschaft befindet sich ein offener, doldiger Blütenstand. Die Tragblätter hüllen den Blütenstand, auch während dieser noch knospig ist, nicht vollständig ein. Es sind auch Deckblätter vorhanden. Der aufrechte Blütenstiel ist 5 bis 10 Zentimeter lang.
Die zwittrigen Blüten sind radiärsymmetrisch und dreizählig. Es sind zwei Kreise mit je drei bläulich-purpurfarbenen bis violetten Blütenhüllblättern vorhanden, die an ihrer Basis verwachsen sind. Die drei äußeren Blütenhüllblätter sind etwas schmaler als die inneren drei. Die sechs bläulich-violetten, bläulich-purpurfarbenen, rosa-purpurfarbenen oder rosafarbenen Blütenhüllblätter sind zu einer 8 bis 19 Zentimeter langen trichterförmigen Blütenröhre verwachsen, die auch bis zur Fruchtreife nicht aufspringt. Die Blütenkrone ist insgesamt 24 bis 38 Millimeter lang. Der freie Teil der Blütenhüllblätter ist 15 bis 30 Millimeter lang, ausgebreitet und am oberen Ende zurückgebogen. Bei Brodiaea elegans befinden sich innerhalb der Blütenhüllblätter und mit diesen verwachsen drei sterile Staubblätter, also Staminodien, die kleinen Kronblättern ähneln und jeweils den äußeren Blütenhüllblättern gegenüber stehen. Die aufrechten oder etwas am oberen Ende zurückgebogenen, weißen oder hell-lilafarbenen, 6 bis 9 Millimeter langen und relativ breiten Staminodien stehen von den fertilen Staubblättern entfernt, sind aber an ihrem oberen Ende nach außen gebogen; die Ränder sind eben oder zu 3/4 nach oben eingerollt, und das obere Ende ist gerundet. Die Staminodien und die Staubblätter sind etwa gleich lang. Die drei fertilen Staubblätter befinden sich gegenüber den inneren Blütenhüllblättern und gleichfalls an der Basis der Blütenhülle. Die Basis der 4 bis 6 Millimeter langen Staubfäden ist verbreitert, bildet aber keine dreieckigen Flügel. Die Größe und Form der Staubblätter und der Strukturen an der Basis der Staubfäden sind wichtige Bestimmungsmerkmale für die Brodiaea-Arten. Die Staubbeutel sind bei einer Länge von 4 bis 10 Millimetern linealisch mit gerundetem oberen Ende. Drei Fruchtblätter sind zu einem 9 bis 15 Millimeter langen, dreikämmerigen Fruchtknoten verwachsen. Der 7 bis 15 Millimeter lange Griffel endet in einer dreilappigen Narbe.
Die eiförmigen Kapselfrüchte öffnen sich fachspaltig (lokulizid). Die Samen sind schwarz.

## Systematik und Verbreitung
Die Erstbeschreibung von Brodiaea elegans erfolgte 1939 durch Robert Francis Hoover in American Midland Naturalist, Volume 22, Issue 3, Seite 555–558. Ein Synonym von Brodiaea elegans Hoover ist Brodiaea howellii S.Watson non Eastw.
Als Typusmaterial ist Lincoln Constance - 2289 (HT: UC) hinterlegt.
Die meisten der Herbarbelege, die W. L. Jepson (1923–1925) als zu Brodiaea coronaria gehörend bewertete, wurden durch Theodore F. Niehaus (1971, 1980) als zu Brodiaea elegans gehörend erkannt.
Von Brodiaea elegans werden seit 1971 zwei Unterarten unterschieden:
- Brodiaea elegans Hoover subsp. elegans (Syn.: Brodiaea coronaria var. mundula Jeps., Brodiaea elegans var. mundula (Jeps.) Hoover): Sie kommt in Kalifornien und im westlichen Oregon vor. Sie gedeiht im Grasland, auf Weiden und im offenen Waldland in Höhenlagen von 0 bis 2200 Metern.[2][6]
- Brodiaea elegans subsp. hooveri T.F.Niehaus (Syn.: Brodiaea hooveri (T.F.Niehaus) Traub): Sie kommt wohl hauptsächlich in Willamette Tal in Oregon vor. Andere Fundorte sind nicht bestätigt. Sie gedeiht im Grasland in Höhenlagen von 0 bis 100 Metern.[2]